# 蘇寅嬌
寅嬌阿嬤（1923年—2009年5月13日），本名蘇寅嬌，新竹縣新埔鎮客家人。與親妹妹桂英阿嬤被誘拐成為慰安婦。

## 生平

### 早年
蘇寅嬌出生在1923年，新埔人。
蘇寅嬌從小被賣給祖母姻親作養女，隨母親打零工維生。二十歲時她從親妹妹蔡桂英得知有人在招募女子赴海南島食堂工作，兩人背著家人出發，從高雄港抵達榆林，結果被當慰安婦。姊妹倆只能隔著簡陋的磚牆，聆聽著彼此的哭嚎。
蘇寅嬌當慰安婦期間是1943年8月到1945年4月，接客時間從晚上六點到隔天清晨六點。她遇到心情不好或喝醉酒的日本軍人時就被當成出氣筒，被亂罵一通，後因盲腸炎開刀，身體虛弱無法再接客，才得以返台。 她後來曾說：「最令我感到悲傷的是，迄今為止日本人仍然不知道我當年被騙做慰安婦，所帶給我的終生痛苦。」小於她兩歲的妹妹蔡桂英則說：「到海南島的過去，讓我一輩子失去做為女人的價值，因此變成沒有用的人，不會再有幸福的未來。」
妹妺蔡桂英則因子宮長瘤，姊妹都被後送返台。一位大蘇寅嬌三歲、一同搭船回的台灣彭姓軍夫因憐惜蘇寅嬌遭遇，決定娶她為妻。但因為她受性蹂躪而無法生育，只好以兩百元向山區貧戶買一位男孩作養子。當養子在2004年的電視新聞畫面中得知母親遭遇，已是半世紀之後的事。「這個孩子很難養，到7歲才開始會說話。」她後來道。

### 晚年
晚年時，住在新竹新埔的寅嬌阿嬤除非病到走不出家門，幾乎很少缺席婦女救援基金會的工作坊，連需動手、動腳的暖身操，也從未以虛弱體力當藉口。
2003年4月2日到3日，在婦援會的舉辦活動中，多名慰安婦阿嬤在臺北縣金山好望角渡假民宿，透過粘土創作活動，象徵思念和愛的禮物。寅嬌阿嬤吐露當時有一位叫一郎的人對她很好，還送她戒指，她也很喜歡他，可是戒指在空襲的時候遺失。
2005年8月15日，日本敗戰60週年前夕，婦援會與商周出版社共同發表台灣第一本台籍慰安婦歷史影像書《沈默的傷痕》，寅嬌阿嬤、滿妹阿嬤、桂英阿嬤出席發表會。活動最後，寅嬌阿嬤的兒子現身會場為三位阿嬤獻花。
攝影師黃子明與社工們曾以三年時間為一群阿嬤攝影，一次是社工要寅嬌阿嬤、小桃阿嬤、秀鳳阿嬤、秀妹阿嬤、沈中阿嬤、陳鴦阿嬤、桂英阿嬤、滿妹阿嬤等與一些匿名的阿嬤她們要在面具畫出自己想要的樣子、或是自己記憶中年輕歲月的美好模樣。
2006年3月28日，前慰安婦鄧高寶珠的告別式在四四南村舉行，寅嬌阿嬤與滿妹阿嬤、秀妹阿嬤等慰安婦阿嬤參加，協助慰安婦向日本政府求償的柴洋子也到場。同年4月18日，婦援會效仿韓國慰安婦支援團體，由專長戲劇治療的洪素珍帶領下，替她與另外五名阿嬤拍婚紗。
2006年11月31日，張穆庭譜寫成全球慰安婦主題曲《殤》透過婦援會發表。他印製捐贈一千片單曲CD，為二十七位老成凋零的阿嬤籌募晚年的生活基金。導演李伯恩表示和張穆庭討論過後，一度想要在MV中放劇情片段，以重現當時的暴烈與殘酷，但為避免勾起受害者的回憶，還是以較婉轉手法表達。寅嬌阿嬤在看完MV首播後，感觸於影片中的幾位姊妹都已陸續離世，仍然頻頻拭淚。
2007年8月14日，寅嬌阿嬤、滿妹阿嬤、秀妹阿嬤、陳鴦阿嬤、沈中阿嬤等人至日本交流協會抗議。2008年12月23日，寅嬌阿嬤、滿妹阿嬤、秀妹阿嬤、沈中阿嬤、陳鴦阿嬤、小桃阿嬤、秀鳳阿嬤、芳美阿嬤等人出席馬英九總統茶敘。同年至2009年間，婦援會邀請阿嬤們參與攝影治療工作坊，一次阿嬤們輪流當模特兒來相互練習拍人像，輪到寅嬌阿嬤時，她坐在長椅上突然眼紅含淚，答說：「我想起妹妹了…」

### 去世
2009年寅嬌阿嬤因病兩度住院，均長達一個月，上一次她出院雖孱弱到僅剩皮包骨，對工作人員說：「我又跳過一關了，連醫生都說我很厲害。」還主動說出下次工作坊不會缺席。出院後沒幾天，她又在家中跌倒，再度住院。阿嬤家人轉述，她病逝兩天前說想下床走路，這是台灣人認為老人將去世的徵兆。因她尿道感染、腎功能不佳導致全身積水、加上肺部功能已弱，往生最後幾日前都以氧氣罩幫助呼吸，已無法下床或較多的言語，只是不斷比著錢的手勢。據阿嬤家人轉述，阿嬤最掛念就是她兒子和家中經濟。後於5月13日去世，享壽86歲。
寅嬌阿嬤的遺照是她自己挑的，選用她在烏來參加攝影工作坊、戴著她自己做的記憶串珠的照片，那是她最後一次參加工作坊，當時她還想起已逝的妹妹。在婦援會上香祭拜時，一隻黑蝴蝶飛來停歇，遺族認為是她化作蝴蝶來看親友。
和寅嬌阿嬤要好的新竹客家阿嬤們原有四位，最後離世者為因肺癌於2011年8月21日病逝的滿妹阿嬤。當數月前輕度中風後的滿妹阿嬤獲悉姊妹離世，哭說現在只剩下她一人。